# Elbingen-Mähren
Elbingen-Mähren ist eine ehemalige Ortsgemeinde, die von 1969 bis 1994 im heutigen Westerwaldkreis (Rheinland-Pfalz) bestand.

## Geographie
Elbingen-Mähren lag südwestlich der damaligen Kreisstadt Westerburg.

## Geschichte
Im Zuge der rheinland-pfälzischen Verwaltungsreform wurden die beiden vormals selbstständigen Gemeinden Elbingen und Mähren am 7. Juni 1969 zur neuen Gemeinde Elbingen-Mähren zusammengeschlossen. Die Gemeinde gehörte ab dem 1. März 1972 zur Verbandsgemeinde Wallmerod, die damals aus 15 Ortsgemeinden des Oberwesterwaldkreises, zu denen Elbingen-Mähren gehörte, und fünf Ortsgemeinden des Unterwesterwaldkreises gebildet wurde. Seit dem 16. März 1974 gehörte die Gemeinde zum neu gebildeten Westerwaldkreis, der bis zum 31. Juli 1974 offiziell Landkreis Westerwald hieß.
Am 1. Januar 1994 wurde die Gemeinde per Landesgesetz wieder aufgelöst. Zum Zeitpunkt der Auflösung hatten Elbingen 237 und Mähren 206 Einwohner. Seither sind Elbingen und Mähren wieder getrennt; sie verblieben jedoch als Ortsgemeinden in der Verbandsgemeinde Wallmerod.